# Abblaseventil

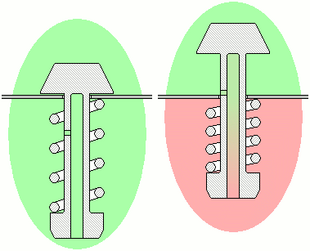
Das Sicherheitsventil eines Dampfkochtopfes ist ein automatisch wirkendes Abblaseventil

Ein Abblaseventil ist ein Ventil an geschlossenen Behältnissen oder Rohren, mit dem unter Druck stehende Medien (meistens Gase) abgelassen (abgeblasen) werden können. Man unterscheidet zwischen automatisch wirkenden und manuell betätigten Abblaseventilen.
Ein automatisch wirkendes Abblaseventil verhindert als Sicherheitsventil, dass der Druck in einem Druckbehälter über das zulässige Maß hinaus ansteigt. Diese Ventile können zwar meist auch manuell bedient werden; das dient jedoch nur zur Kontrolle, ob das Ventil leichtgängig und frei ist.
Ein Abblaseventil dient während des Betriebs dem kontrollierten Ablassen von Stoffen aus dem Druckbehälter. Es wird beispielsweise zum Anfahren eines Dampfkessels hinter dem Überhitzer installiert und geöffnet, wenn das Ventil in der Turbinenleitung geschlossen ist. Das Abschlammventil sitzt bei Dampfkesseln am tiefsten Punkt des Kessels und wird zum regelmäßigen Ablassen des sich im Kessel bildenden Schlammes und von Feststoffen genutzt.
Die Mündung der Abblaseleitung ist stets so angebracht, dass durch das ausströmende Medium niemand gefährdet werden kann. Bei Gefahrstoffen wird das Medium in einem eigens dafür vorgesehenen Behältnis aufgefangen.